# 長沙簡牘博物館
長沙簡牘博物館（ちょうさ かんどくはくぶつかん）は、中華人民共和国湖南省長沙市天心区城南路街道にある博物館。天心閣に隣接した位置に所在する。

## 沿革
- 2000年6月8日、館舎の建設を開始した。
- 2003年末には、館舎の土木工事がほぼ完成した。
- 2005年末に、内装及び展示会が完成した。
- 2005年12月26日、試運転開始。
- 2007年11月8日、長沙簡牘博物館は正式に公開された。

## 施設概要
- 「三国呉簡」
- 「中国簡牘」
- 「世界文字載体」
- 「中国簡牘書法」

## 周辺の主な施設・店舗
- 天心閣
- 白沙古井（中国語版）

## ギャラリー

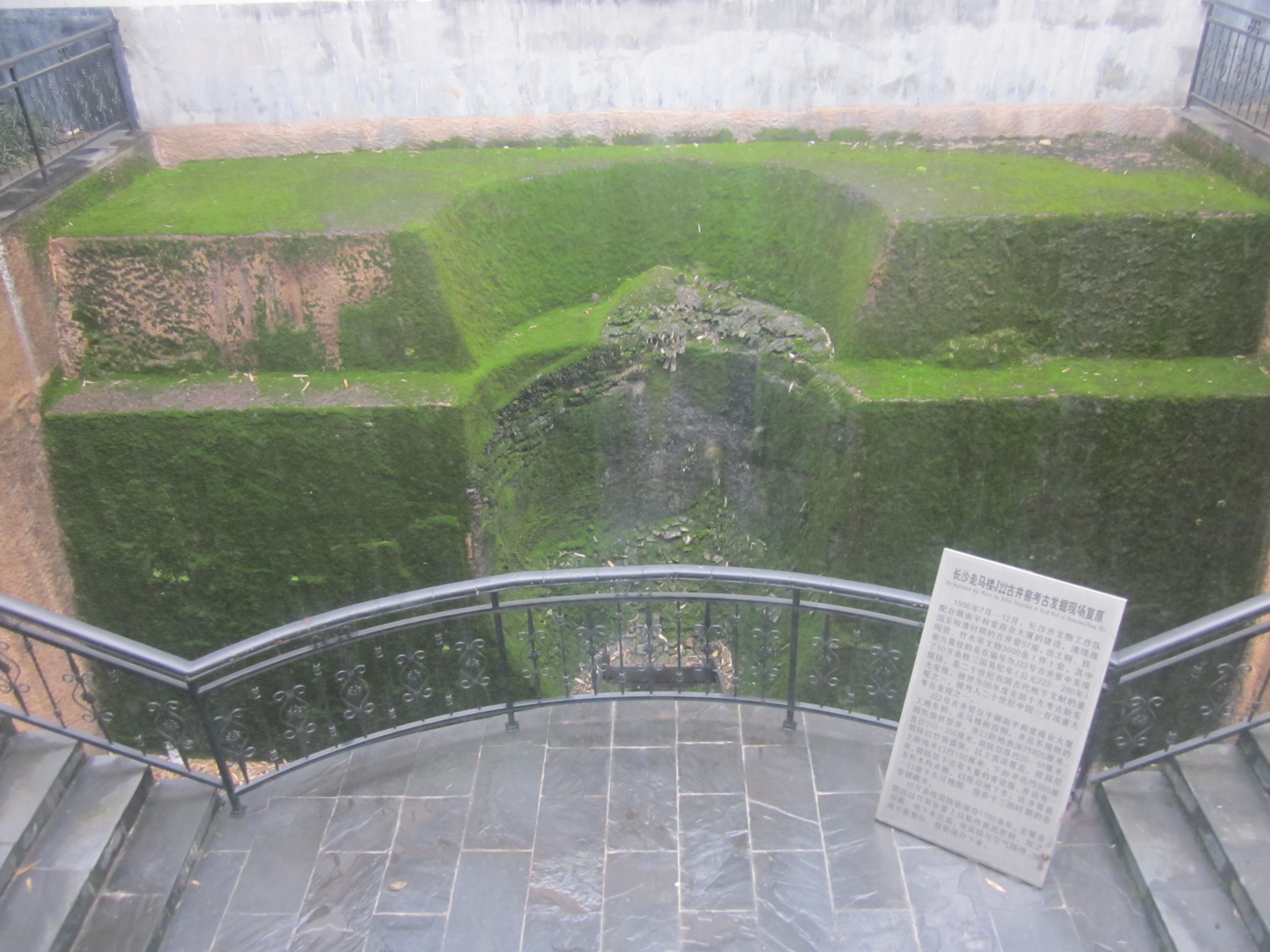
走馬楼J22号古井的画像。
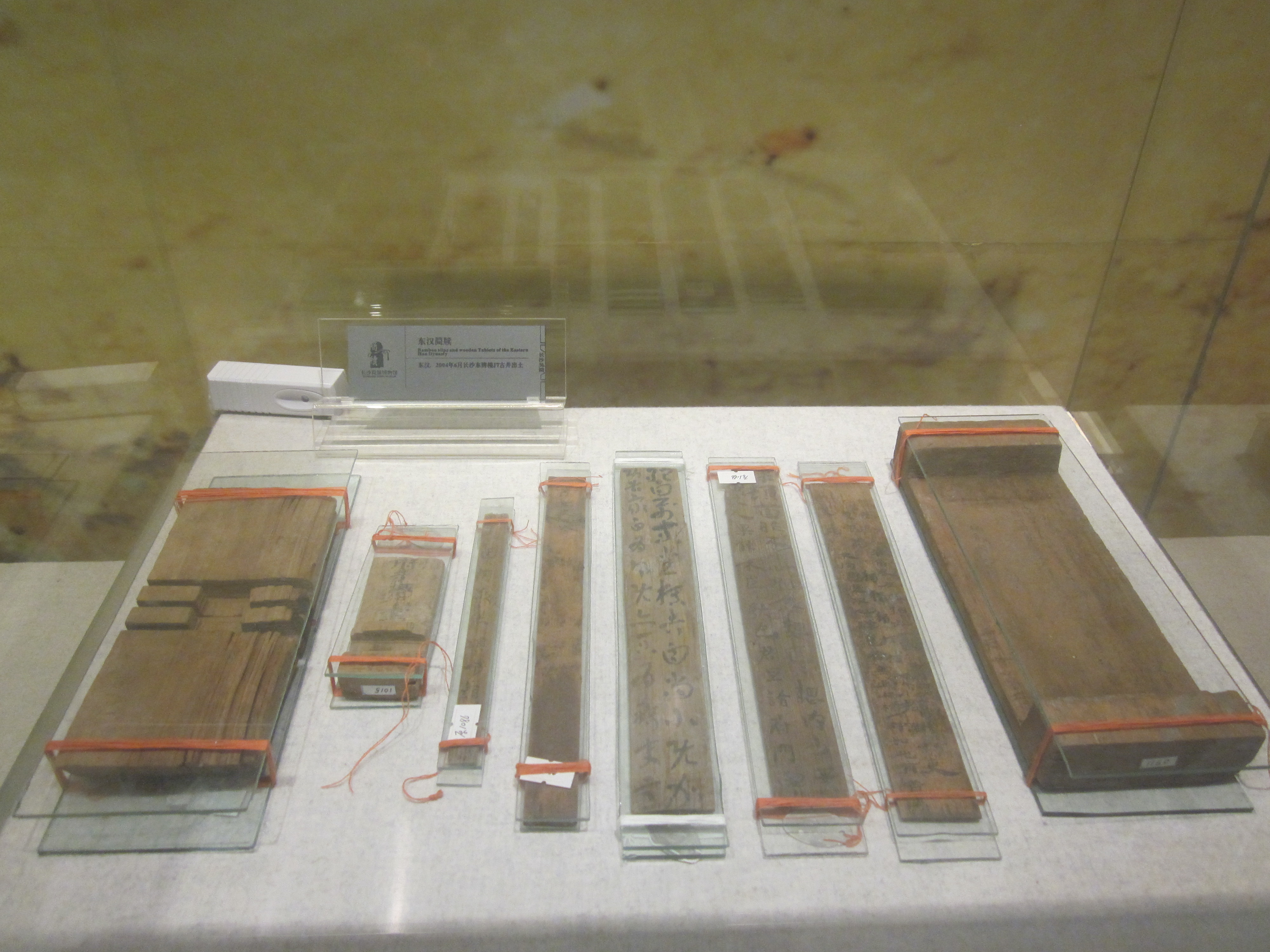
走馬楼17号古井出土の東漢簡牘。
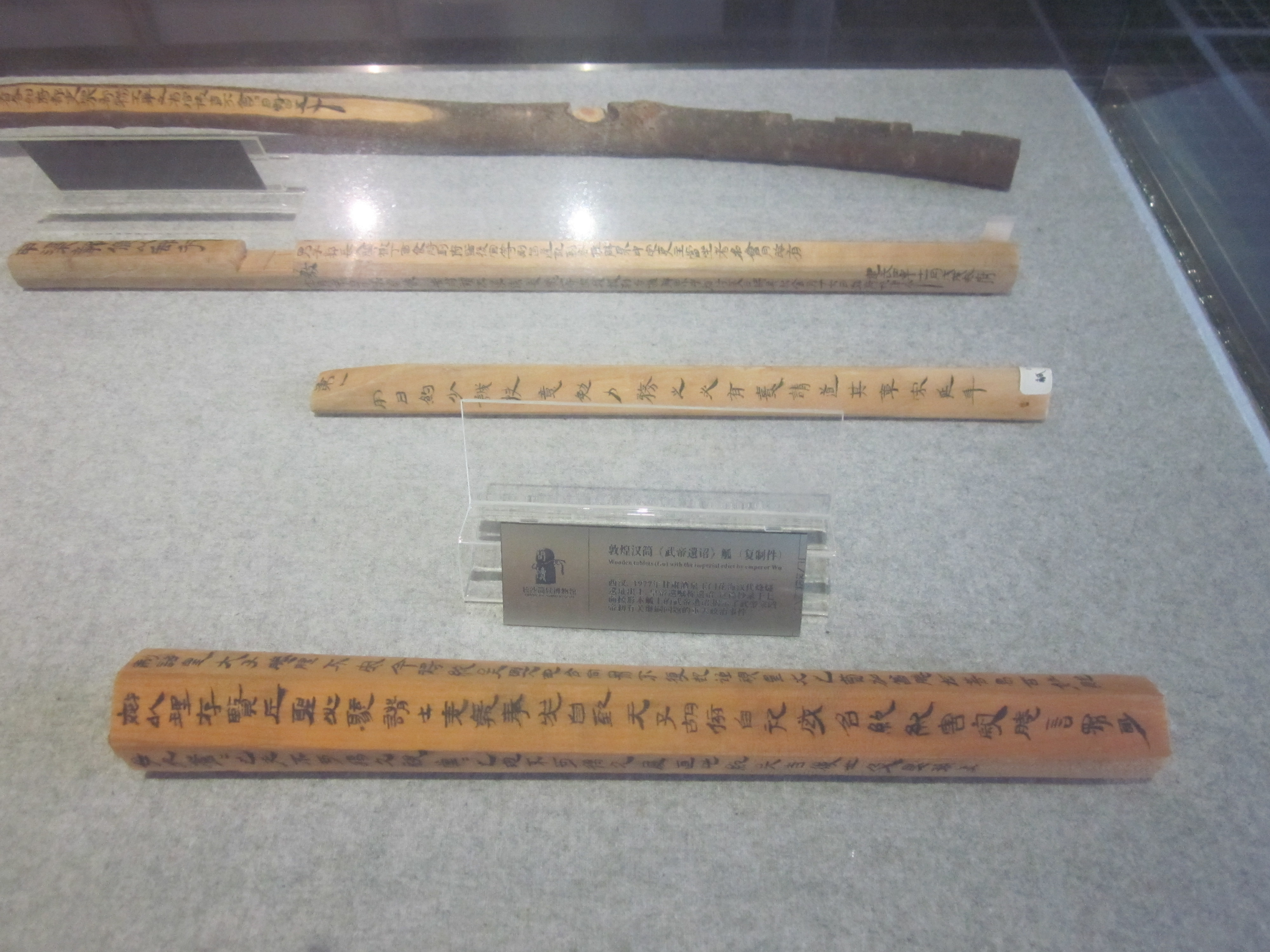
木觚。
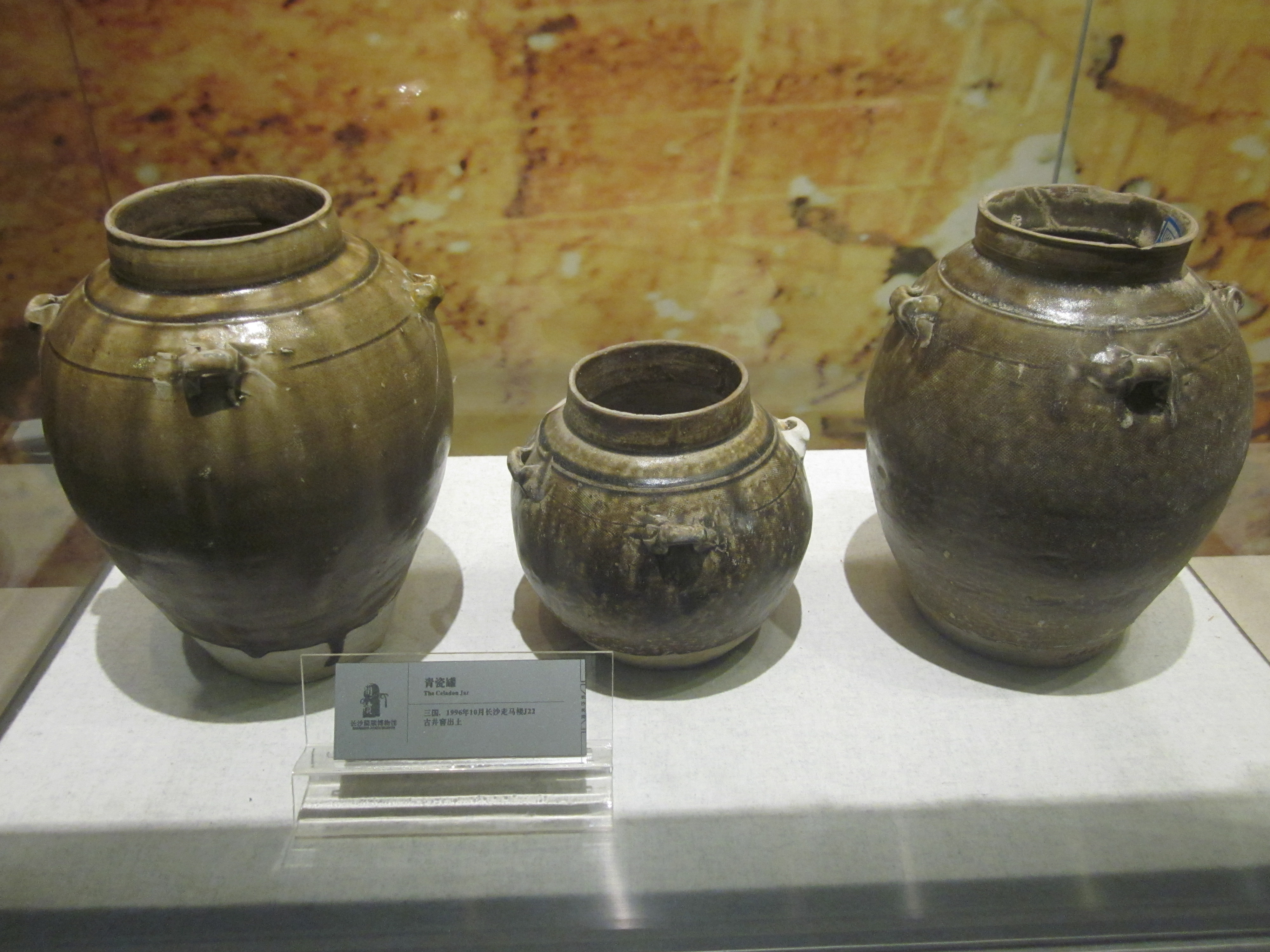
走馬楼J22古井窖出土の青瓷罐。